# Quaqua arida
Quaqua arida är en oleanderväxtart som först beskrevs av Francis Masson, och fick sitt nu gällande namn av D.C.H. Plowes. Quaqua arida ingår i släktet Quaqua och familjen oleanderväxter. Inga underarter finns listade i Catalogue of Life.